# 아델리나 파티

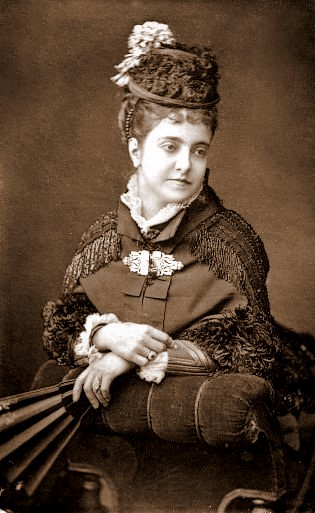
아델리나 파티

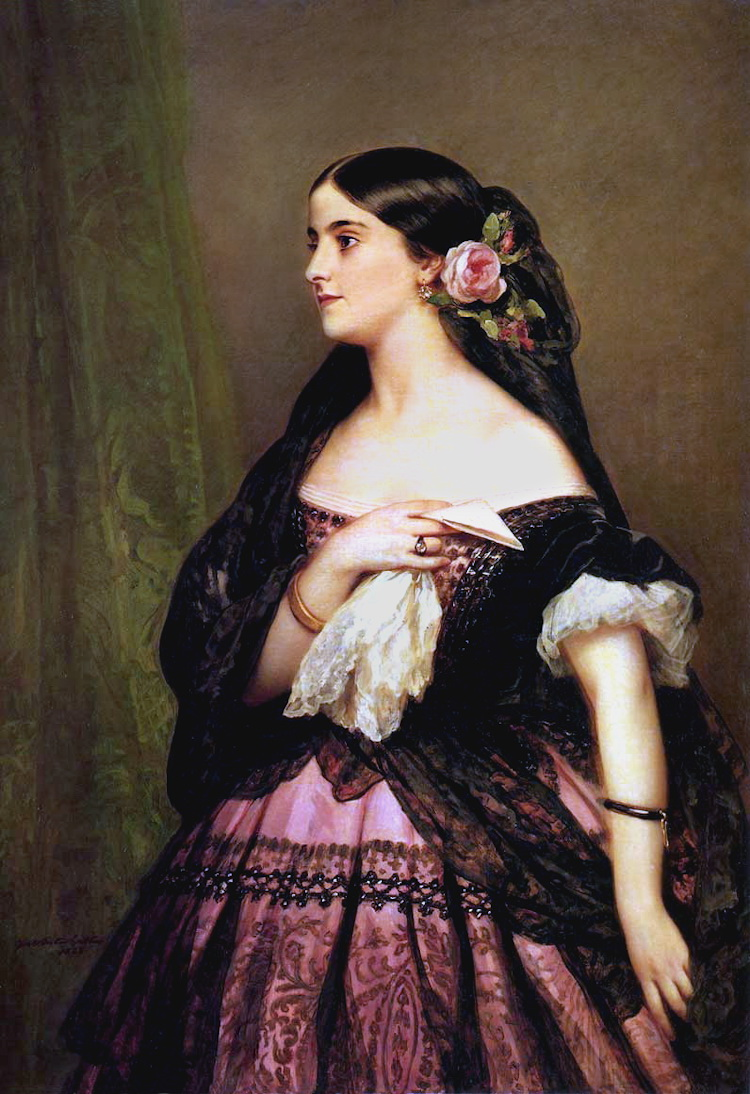
프란츠 빈터할터가 그린 아델리나 파티

아델리나 파티(이탈리아어: Adelina Patti, 1843년 2월 19일 ~ 1919년 9월 27일)는 이탈리아의 성악가이다. 19세기 후반 최대의 소프라노 가수의 한 사람으로 꼽혀 가창상의 전형이라는 정평을 받고 있다.
양친이 가수라는 혜택받은 가정에서 자랐으며, 어려서 가족과 함께 스페인 마드리드에서 미국으로 건너가 형부인 스타코슈에게 성악을 배웠다. 1859년 뉴욕에서 <람메르무어의 루치아>를 불러 데뷔하였고 그 때는 '작은 프로린다'로 불렸다. 이후 구미 각지로 초청되어 코벤트 가든 왕립가극장에 출연하였을 때는 당시로는 파격적인 미화 5천달러의 출연료를 요구하여 크나큰 화제가 되었다. 그녀의 성질(聲質)은 서정적인 것에서 드라마틱한 범위에 이르기까지 다양하며 음넓이도 매우 넓어서 그 가창의 박진적인 표현과 아름다운 무대의 모습은 당시의 사람들을 매혹하였다. 흔히 '파티처럼'이라 불릴 정도로 가창의 전형으로 정평이 나 있다.